# Лауренти, Чезаре
Чезаре Лауренти (итал. Cesare Laurenti; 6 ноября 1854 г., Мезола, Феррара — 8 ноября 1936, Венеция) — итальянский художник, декоратор и архитектор.

## Биография
Лауренти переехал в Падую в возрасте 18 лет, чтобы работать гравером под руководством скульптора Луиджи Чеккона. Он был поддержан графом Леопольдо Ферри в этом отношении и смог встретиться с искусствоведом Пьетро Сельватикой .  В 1875 году женился на Аннине Леви. В 1876 году переехал во Флоренцию для обучения в Академии ди Белли Арти. Обучался у Джузеппе Чиаранфи.  Два года спустя переехал в Неаполь и работал под руководством Доменико Морелли.  Вернувшись в Падую в 1881 году, Лауренти окончательно обосновался в Венеции.
После ранних работ жанровой живописи он разработал личный подход, направленный на выражение диапазона человеческих чувств через интенсивные женские фигуры. Писал маслом, пастелью и акварелью. В 1883 году на выставке в Риме выставил картины «После путешествия» (пастель), Trai fiori и Священник.  На Национальной экспозиции Венеции показал пастельный портрет В Пескерии; и картину под названием Frons Animi Interpres. Перефразируя комментарии Луиджи Киртани: «Женщины, стоящие на коленях на скамьях, один, вероятно, молодой, прячущееся лицо в молитвенных руках, другой старый, сидит рядом с безрассудным и провокационным выражением лица
Различные награды, полученные Лауренти, включают премию принца Умберто на первой Миланской триеннале в 1891 году.  В новом столетии произошли изменения в стиле художника. Причиной тому стало изучение темы символистов и искусства эпохи Возрождения.
На регулярной основе принимал участие в Венецианской биеннале с 1895 по 1909 год, включая персональную выставку в 1907 году.  Будучи очень уважаемым декоратором и архитектором, он спроектировал новый рыбный рынок в Риальто, открывшийся в 1908 году. Сам изготовил некоторые из скульптурных элементов.